# Charles II (seigneur de Monaco)
 (décembre 2013).
Pour les articles homonymes, voir Charles II.
Charles II de Monaco (Carlo Grimaldi) est né le 26 janvier 1555 et mort le 17 mai 1589 à 34 ans. Il est le souverain de Monaco du 7 octobre 1581 au 17 mai 1589.

## Biographie
Il est le fils ainé du précédent souverain de Monaco Honoré Ier de Monaco (Onorato Grimaldi) et d'Isabelle Grimaldi (morte en 1583). Il devient Seigneur de Monaco à la mort de son père en 1581.
Contrairement à son père, Charles II est orageux et impulsif, aussi il est le premier seigneur de Monaco à refuser de payer l'hommage aux Ducs de Savoie pour les villes de Menton et de Roccabruna. Après un procès en 1583, il est déclaré qu'il devait renoncer à ces deux villes, mais protégé par l'Espagne, en vertu des traités de 1524 cette décision de justice n'est jamais appliquée.
Charles II ne règne que huit ans, avant de mourir à l'âge de 33 ans. Il n'est pas marié et ne laisse aucune descendance, c'est donc son frère cadet qui devient seigneur de Monaco sous le nom d'Hercule Ier.

## Armoiries
| Blason | Blasonnement : Fuselé d'argent et de gueules. |